# Pandemia di COVID-19 nelle Isole Cayman
Il primo caso della pandemia di COVID-19 nelle Isole Cayman è stato confermato il 12 marzo 2020.

## Antefatti
Il 12 gennaio 2020, l'Organizzazione mondiale della sanità (OMS) ha confermato che un nuovo coronavirus era la causa di una nuova infezione polmonare che aveva colpito diversi abitanti della città di Wuhan, nella provincia cinese dell'Hubei, il cui caso era stato portato all'attenzione dell'OMS il 31 dicembre 2019.
Sebbene nel tempo il tasso di mortalità del COVID-19 si sia rivelato decisamente più basso di quello dell'epidemia di SARS che aveva imperversato nel 2003, la trasmissione del virus SARS-CoV-2, alla base del COVID-19, è risultata essere molto più ampia di quella del precedente virus del 2003, ed ha portato a un numero totale di morti molto più elevato.

## Cronologia
Le Isole Cayman hanno a metà febbraio 2020 hanno negato l'attracco a una nave da crociera registrata a Malta perché trasportava un caso probabilmente infetto dalla COVID-19. Il 26 febbraio le autorità messicane hanno concesso il permesso all'attracco.
Il 12 marzo 2020 è stato confermato il primo caso, si trattava di un uomo italiano di 68 anni in condizioni critiche, che era stato trasferito dalla nave da crociera Costa Luminosa in un ospedale nelle Isole Cayman il 29 febbraio, per problemi cardiaci e successivamente risultato positivo al test. Due giorni dopo è stata confermata la morte dell'uomo.
Il 16 novembre 2020 si è verificato un secondo decesso.
Il 17 dicembre 2020 una studentessa 18enne e il suo fidanzato 24enne, entrambi statunitensi, sono stati condannati a quattro mesi di carcere, poi ridotti a due, per aver violato la quarantena di due settimane obbligatoria nell'arcipelago dopo essere arrivati dagli Stati Uniti. Il 15 gennaio 2021 la ragazza è stata rilasciata.
Il 5 maggio 2023, l'Organizzazione mondiale della sanità dichiara ufficialmente la fine della pandemia.